# Рамондино (Месина)
Рамондино је насеље у Италији у округу Месина, региону Сицилија.
Према процени из 2011. у насељу је живело 67 становника. Насеље се налази на надморској висини од 588 м.